# Ягідне (Бахмутський район)
Я́гідне — селище Бахмутської міської громади Бахмутського району Донецької області, Україна. Населення становить 318 осіб (станом на 2001 рік). Селище розташоване у центрі Бахмутського району.

## Географія
| Клімат Ягідного         | Клімат Ягідного | Клімат Ягідного | Клімат Ягідного | Клімат Ягідного | Клімат Ягідного | Клімат Ягідного | Клімат Ягідного | Клімат Ягідного | Клімат Ягідного | Клімат Ягідного | Клімат Ягідного | Клімат Ягідного | Клімат Ягідного |
| Показник                | Січ.            | Лют.            | Бер.            | Квіт.           | Трав.           | Черв.           | Лип.            | Серп.           | Вер.            | Жовт.           | Лист.           | Груд.           | Рік             |
| Середній максимум, °C   | −3,1            | −2,5            | 2,8             | 13,9            | 21,2            | 25,0            | 26,6            | 25,9            | 20,2            | 12,1            | 4,4             | −0,1            | 12,2            |
| Середня температура, °C | −6,1            | −5,7            | −0,5            | 9,2             | 16,0            | 19,7            | 21,5            | 20,6            | 15,3            | 8,1             | 1,6             | −2,7            | 8,1             |
| Середній мінімум, °C    | −9,1            | −8,8            | −3,8            | 4,6             | 10,8            | 14,5            | 16,4            | 15,4            | 10,4            | 4,2             | −1,1            | −5,3            | 4,0             |
| Норма опадів, мм        | 46              | 36              | 29              | 39              | 44              | 59              | 53              | 41              | 37              | 31              | 44              | 50              | 509             |
| ----------------------- | --------------- | --------------- | --------------- | --------------- | --------------- | --------------- | --------------- | --------------- | --------------- | --------------- | --------------- | --------------- | --------------- |
| Джерело:                |                 |                 |                 |                 |                 |                 |                 |                 |                 |                 |                 |                 |                 |

## Населення
Станом на 1989 рік у селищі проживали 420 осіб, серед них — 192 чоловіки і 228 жінок.
За даними перепису населення 2001 року у селищі проживали 318 осіб. Рідною мовою назвали:
| Мова       | Кількість осіб | Відсоток |
| ---------- | -------------- | -------- |
| українська | 178            | 55,97 %  |
| російська  | 139            | 43,71 %  |
| білоруська | 1              | 0,31 %   |

## Політика
Голова сільської ради — Йорохов Зосим Михайлович, 1962 року народження, вперше обраний у 2010 році. Інтереси громади представляють 16 депутатів сільської ради:
| Партія          | Кількість депутатів | Відсоток |
| --------------- | ------------------- | -------- |
| самовисування   | 10                  | 55,56 %  |
| Партія регіонів | 8                   | 44,44 %  |

На виборах у селищі Ягідне працює окрема виборча дільниця, розташована в приміщенні їдальні станції питомниководства. Результати виборів:
- Парламентські вибори 2002: зареєстровано 256 виборців, явка 82,03 %, найбільше голосів віддано за партію «За єдину Україну!» — 34,76 %, за Комуністичну партію України — 19,05 %, за об'єднання «Жінки за майбутнє» — 7,14 %. В одномандатному окрузі найбільше голосів отримав Андрій Клюєв (За єдину Україну!) — 60,00 %, за Валентину Гончарову (Комуністична партія України) — 12,86 %, за Галину Жихареву (самовисування) — 3,33 %[10].
- Вибори Президента України 2004 (перший тур): 237 виборців взяли участь у голосуванні, з них за Віктора Януковича — 91,56 %, за Петра Симоненка — 2,53 %, за Олександра Яковенка — 1,27 %[11].
- Вибори Президента України 2004 (другий тур): 257 виборців взяли участь у голосуванні, з них за Віктора Януковича — 96,89 %, за Віктора Ющенка — 2,33 %[12].
- Вибори Президента України 2004 (третій тур): зареєстровано 254 виборці, явка 92,91 %, з них за Віктора Януковича — 95,76 %, за Віктора Ющенка — 2,12 %[13].
- Парламентські вибори 2006: зареєстровано 258 виборців, явка 85,27 %, найбільше голосів віддано за Партію регіонів — 85,45 %, за Блок Юлії Тимошенко — 1,82 %, за блок «Не так!» — 1,82 %[14].
- Парламентські вибори 2007: зареєстровано 260 виборців, явка 73,85 %, найбільше голосів віддано за Партію регіонів — 83,33 %, за блок Наша Україна — Народна самооборона — 3,13 %, за Блок Юлії Тимошенко — 2,08 %[15].
- Вибори Президента України 2010 (перший тур): зареєстровано 265 виборців, явка 87,55 %, найбільше голосів віддано за Віктора Януковича — 81,47 %, за Юлію Тимошенко — 4,31 %, за Арсенія Яценюка — 4,31 %[16].
- Вибори Президента України 2010 (другий тур): зареєстровано 266 виборців, явка 87,22 %, з них за Віктора Януковича — 92,67 %, за Юлію Тимошенко — 6,47 %[17].
- Парламентські вибори 2012: зареєстрований 241 виборець, явка 68,88 %, найбільше голосів віддано за Партію регіонів — 76,51 %, за Комуністичну партію України — 15,66 % та Всеукраїнське об'єднання «Батьківщина» — 3,61 %.[18] В одномандатному окрузі найбільше голосів отримав Сергій Клюєв (Партія регіонів) — 73,71 %, за Костянтина Матейченка (Всеукраїнське об'єднання «Батьківщина») — 8,57 %, за Вадима Каплю (самовисування) — 6,29 %[19].
- Парламентські вибори в Україні 2014: зареєстровано 235 виборців, явка 48,09 %, найбільше голосів віддано за «Опозиційний блок» — 47,79 %, за Комуністичну партію України — 13,27 % та Блок Петра Порошенка — 9,73 %.[20] В одномандатному окрузі найбільше голосів отримав Сергій Клюєв (самовисування) — 57,52 %, за Дмитра Реву (самовисування) проголосували 15,93 %, за Миколу Боровика (самовисування) — 6,19 %[21].

## Транспорт
Поблизу селища є пасажирська зупинна залізнична платформа «43 км» (Лиманської дирекції Донецької залізниці), сполучення на якій, однак, не здійснюється понад 10 років.

## Персоналії

### Померли
- Тараненко Лілія Іванівна (1923—2012) — українська селекціонерка, вчена-агрономка, старша наукова співробітниця Бахмутської дослідної станції Інституту садівництва Української академії аграрних наук, заслужена агрономка України.